# Arjau

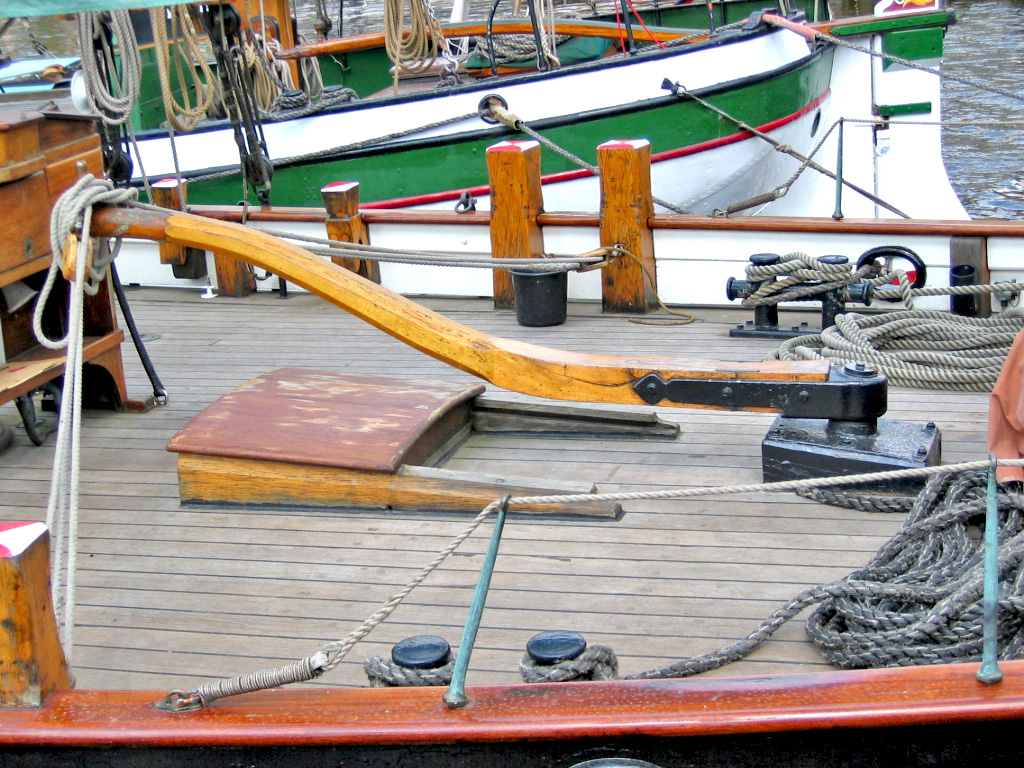
Arjau o canya de timó

L'arjau, orjal o canya del timó és una barra de ferro o de fusta que permet maniobrar el timó d'un vaixell. Serveix per a controlar el rumb del vaixell fixat directament en sentit longitudinal al llarg de la part superior del timó. En els vaixells o velers de grans dimensions s'utilitza la roda de timó.

## Descripció
Els timoners dels vaixells antics utilitzaven un o dos rems per controlar el rumb del vaixell, més tard en arribar el timó de codast, es va fer ús d'una vara de fusta o de metall connectada directament a la part superior de la pala del timó.
Quan s'empeny la canya del timó a babord fa virar el vaixell cap a estribord, i viceversa. Per tant, el moviment de la canya és sempre en el sentit contrari al costat cap on es vol virar, i això és degut al fet que en ser l'arjau la prolongació de la part superior del timó, la pala del timó es decanta cap el costat oposat a la canya, frenant el vaixell en aquest costat i el fregament amb l'aigua fa que el vaixell viri cap el costat on es troba la pala del timó.
A la veu del timoner, "virar de bord" cal moure la canya del timó cap el costat oposat al que s'ha cridat, sense brusquedat però amb fermesa.
Així doncs, per a controlar el rumb del vaixell es fa de la següent forma:
- Canya a la via: el vaixell segueix el mateix rumb
- Canya a babord: el vaixell vira a estribord
- Canya a estribord: el vaixell vira a babord